# Faux-monnayeurs (film)
Pour les articles homonymes, voir Faux-monnayeurs et Outside the Law.
Pour plus de détails, voir Fiche technique et Distribution.
Faux-monnayeurs (Outside the Law) est un film américain réalisé par Jack Arnold en 1956, avec Grant Williams.

## Synopsis
Un condamné de droit commun engagé dans l'armée d'occupation américaine en Allemagne est abattu. La police fédérale fait appel à Johnny Salvo, fils du commissaire Conrad et ami de la victime pour enquêter sur ce meurtre qu'ils croient perpétré par des faux-monnayeurs.

## Distribution
- Ray Danton : John Conrad, alias Johnny Salvo
- Leigh Snowden : Maria Craven
- Grant Williams : Don Kastner
- Judson Pratt : L'agent Maury Saxton